# Idaea unicalcarata
Idaea unicalcarata là một loài bướm đêm trong họ Geometridae.